# دون نيوتن
دون نيوتن (بالإنجليزية: Don Newton)‏ هو فنان قصص مصورة أمريكي، ولد في 6 نوفمبر 1934 في سانت تشارلز في الولايات المتحدة، وتوفي في 19 أغسطس 1984 في فينيكس في الولايات المتحدة.

## روابط خارجية
- دون نيوتن على موقع IMDb (الإنجليزية)
- دون نيوتن على موقع قاعدة بيانات الفيلم (الإنجليزية)